# Henk Post (voetballer)
Henk Post (Soest, 20 juli 1947 – aldaar, 18 maart 2022) was een Nederlands voetballer.
De doelman speelde onder andere voor HVC, Zwolsche Boys en PEC Zwolle. In 1969 werd hij samen met Freek Schutten, Anton Goenee, Vojo Gardašević en Jan de Vries door PEC uit de failliete boedel van Zwolsche Boys gehaald.

## Carrièrestatistieken
| Seizoen         | Club            | Land            | Competitie      | Competitie | Competitie | Beker | Beker | Internationaal | Internationaal | Overig | Overig | Totaal | Totaal |
| Seizoen         | Club            | Land            | Competitie      | Wed.       | Dlp.       | Wed.  | Dlp.  | Wed.           | Dlp.           | Wed.   | Dlp.   | Wed.   | Dlp.   |
| --------------- | --------------- | --------------- | --------------- | ---------- | ---------- | ----- | ----- | -------------- | -------------- | ------ | ------ | ------ | ------ |
| 1967/68         | HVC             | Nederland       | Eerste divisie  | 0          | 0          | –     | 0     | –              | –              | –      | –      | –      | 0      |
| 1968/69         | Zwolsche Boys   | Nederland       | Tweede divisie  | 9          | 0          | –     | 0     | –              | –              | –      | –      | –      | 0      |
| 1969/70         | PEC             | Nederland       | Tweede divisie  | 16         | 0          | 0     | 0     | –              | –              | –      | –      | 16     | 0      |
| 1970/71         | PEC             | Nederland       | Tweede divisie  | 27         | 0          | 1     | 0     | –              | –              | –      | –      | 28     | 0      |
| 1971/72         | PEC Zwolle      | Nederland       | Eerste divisie  | 33         | 0          | 0     | 0     | –              | –              | –      | –      | 33     | 0      |
| 1972/73         | PEC Zwolle      | Nederland       | Eerste divisie  | 32         | 0          | 3     | 0     | –              | –              | 4      | 0      | 39     | 0      |
| 1973/74         | PEC Zwolle      | Nederland       | Eerste divisie  | 32         | 0          | 2     | 0     | –              | –              | –      | –      | 34     | 0      |
| Carrière totaal | Carrière totaal | Carrière totaal | Carrière totaal | 149        | 0          | 6*    | 0     | 0              | 0              | 4      | 0      | 159*   | 0      |